# Rivers and Tides
Pour plus de détails, voir Fiche technique et Distribution.
Rivers and Tides est un film allemand réalisé par Thomas Riedelsheimer, sorti en 2001.

## Synopsis
Un portrait d'Andy Goldsworthy, artiste spécialiste du land art.

## Fiche technique
- Titre : Rivers and Tides
- Réalisation : Thomas Riedelsheimer
- Scénario : Thomas Riedelsheimer
- Musique : Fred Frith
- Photographie : Thomas Riedelsheimer
- Montage : Thomas Riedelsheimer
- Production : Annedore von Donop
- Société de production : Mediopolis Film- und Fernsehproduktion, Skyline Productions, Arte et Yleisradio
- Société de distribution : Eurozoom (France)
- Pays :  Allemagne,  Finlande,  Royaume-Uni et  Canada
- Genre : Documentaire
- Durée : 90 minutes
- Dates de sortie : 
  -  Allemagne : 27 avril 2001 (festival international du film documentaire de Munich), 7 mars 2002
  -  France : 27 avril 2005

## Accueil
Le film a reçu un accueil favorable de la critique. Il obtient un score moyen de 82 % sur Metacritic.